# MaK GDT
A MaK GDT (Großraum-Dieseltriebwagen) dízelmotorvonat-sorozat, melyet a Maschinenbau Kiel gyártott 1953 és 1961 között a német magán-vasúttársaságoknak, összesen 11 példányban.
A típus alapján OHJ MO sorozat típusjelöléssel a dán Odsherred Jernbane magán-vasúttársaságnak is gyártottak kettő hasonló motorvonatot.

## Történet

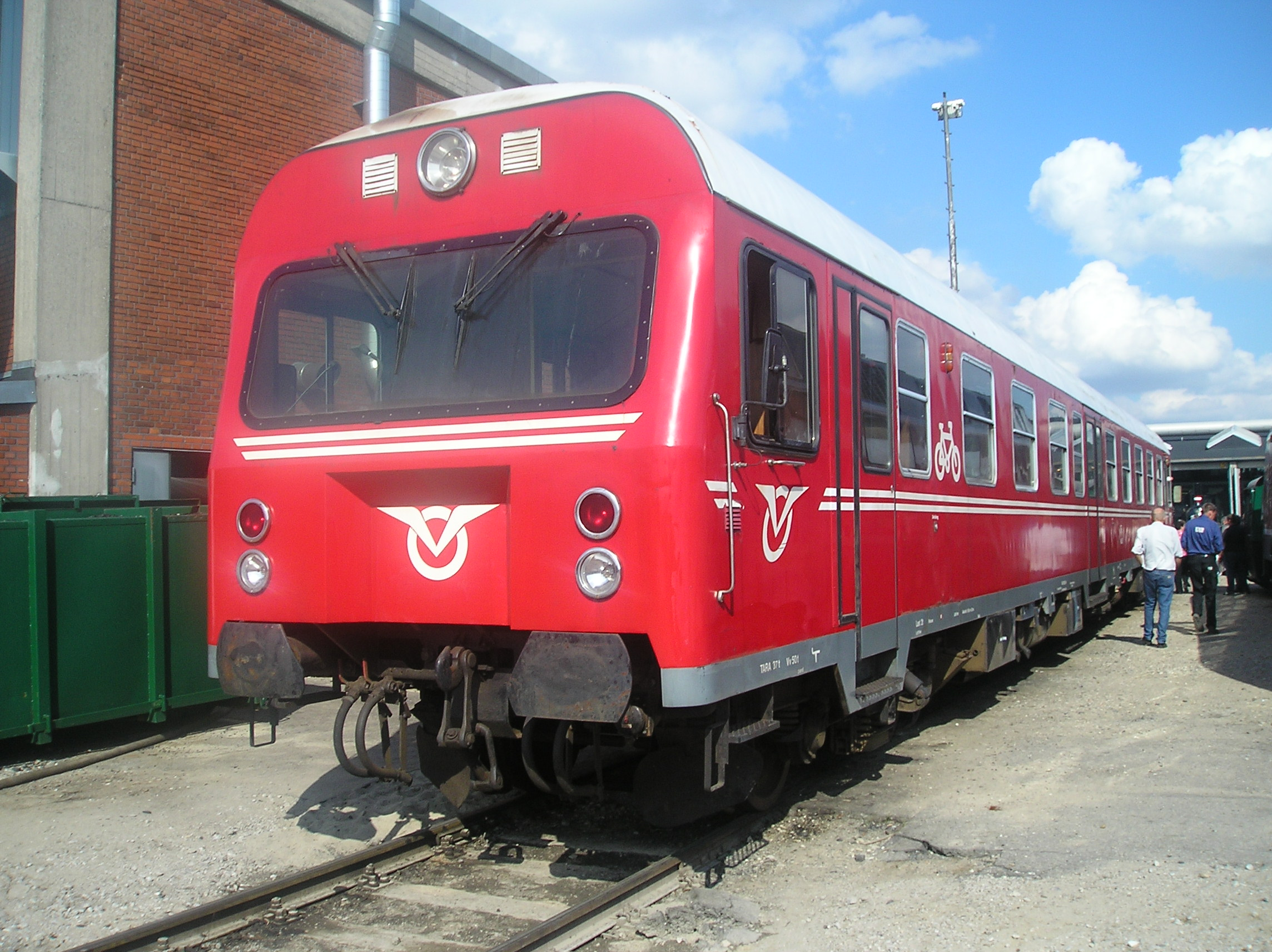
OHJ MO az odensei vasúti múzeumban (2008)

A GDT motorvonatot az 1950-es évek elején fejlesztette ki a Maschinenbau Kiel (MaK) a kis- és magánvasutak számára. A típusból 1953 és 1961 között tizenegy példányt gyártottak a német vasúttársaságok megrendelésére.
A vállalat a Deutsche Bundesbahn átjárható kivitelű Eilzugwagen személykocsijainak tervét vette alapul. A dízelmotorok kizárólag a forgóvázak belső tengelyeit hajtják, csak a Kleinbahn Kiel–Segeberg VT 81 pályaszámú motorvonatán volt a forgóváz mindkét tengelye meghajtva.
A dán Odsherred Jernbane (OHJ) kettő hasonló kivitelű motorvonatot rendelt a MaK-tól. Az 1961-ben leszállított járműveket az MO sorozatba sorolták, a 66 ülőhellyel felszerelt járművek kocsik közötti átjárókkal és 120 km/h maximális sebességgel rendelkeztek. A motorvonatokhoz BL 230 és BL 231 pályaszámmal kettő mellékkocsit is beszereztek.

## Üzemeltetők

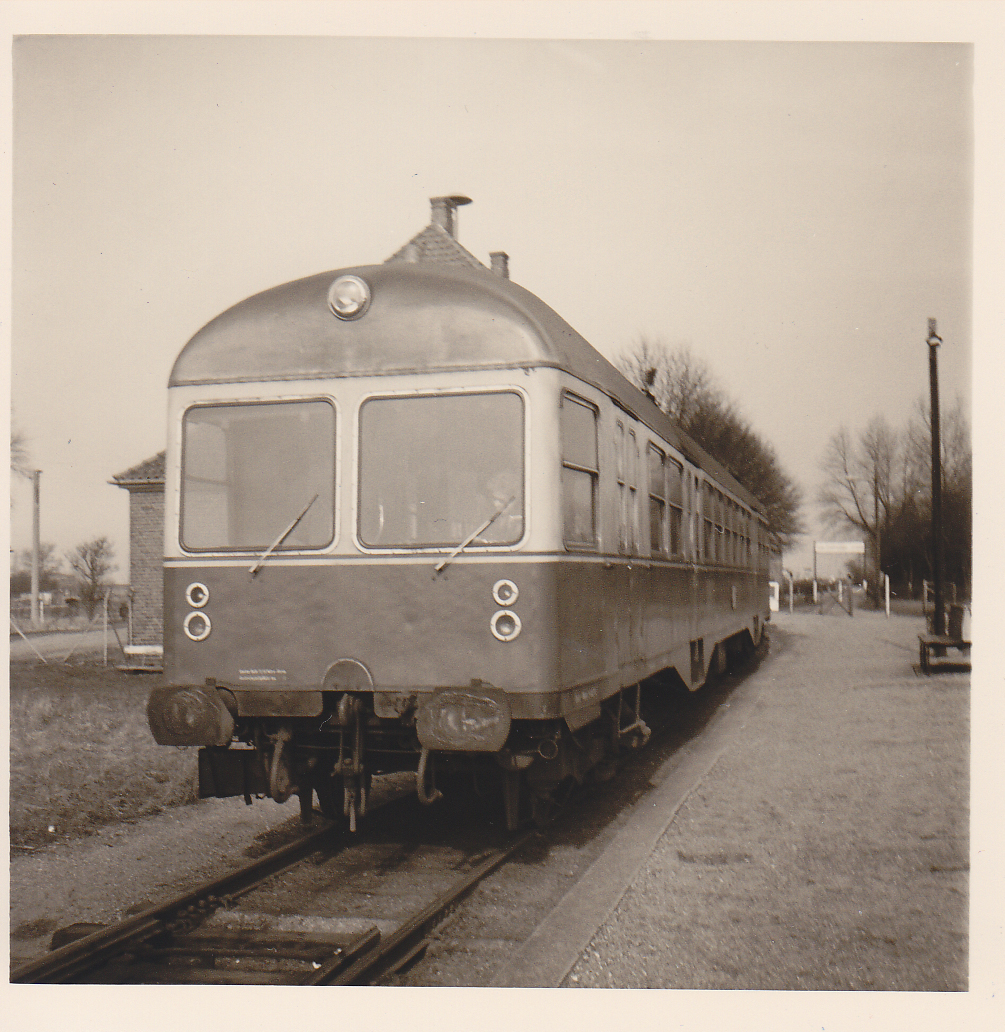
A KSE MaK GDT-je (1974)

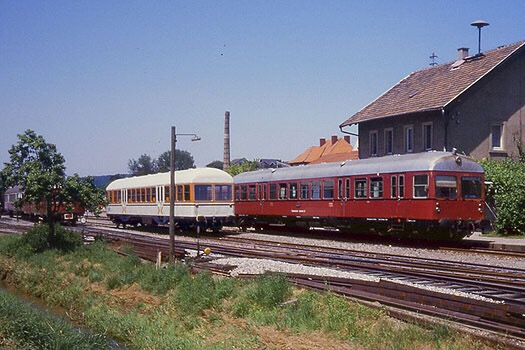
A SWEG VT 521 GDT és a VB 181 személykocsi Odenheim állomáson

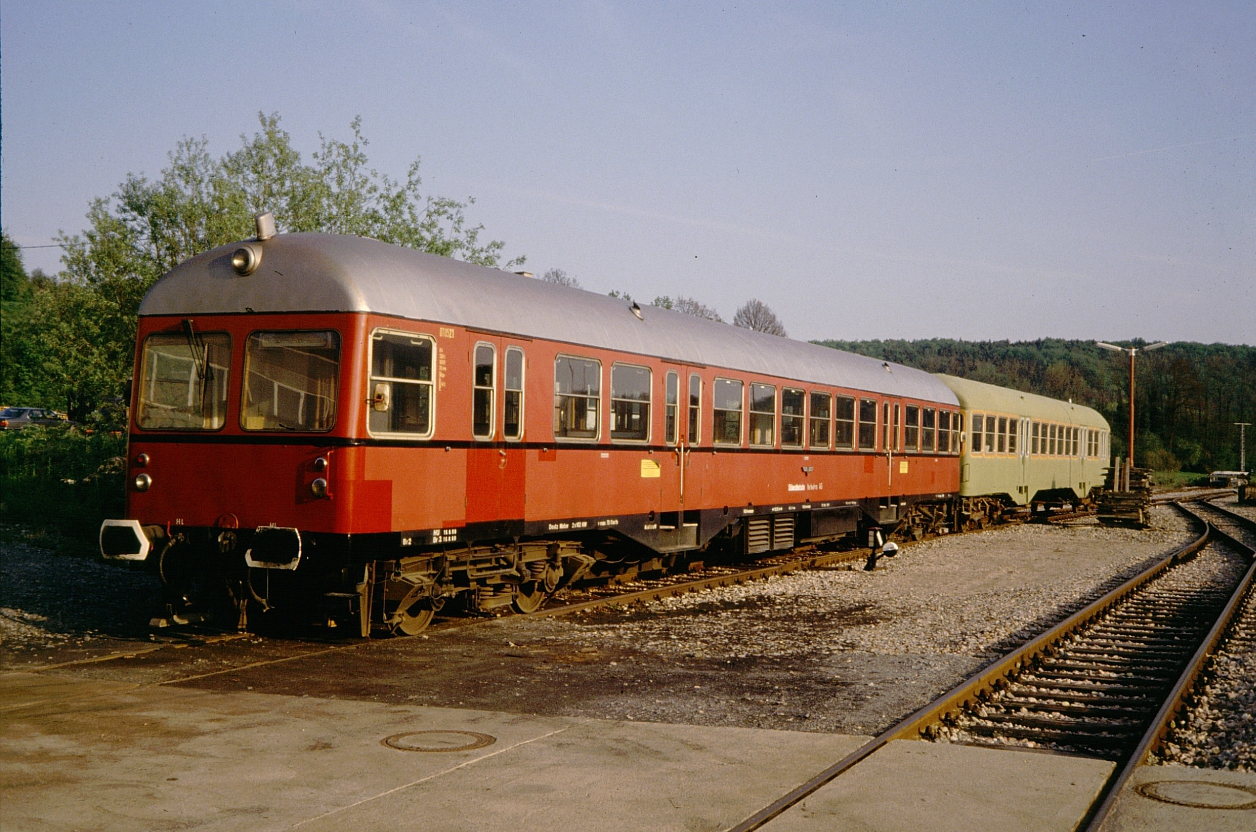
A SWEG VT 521 Menzingenben

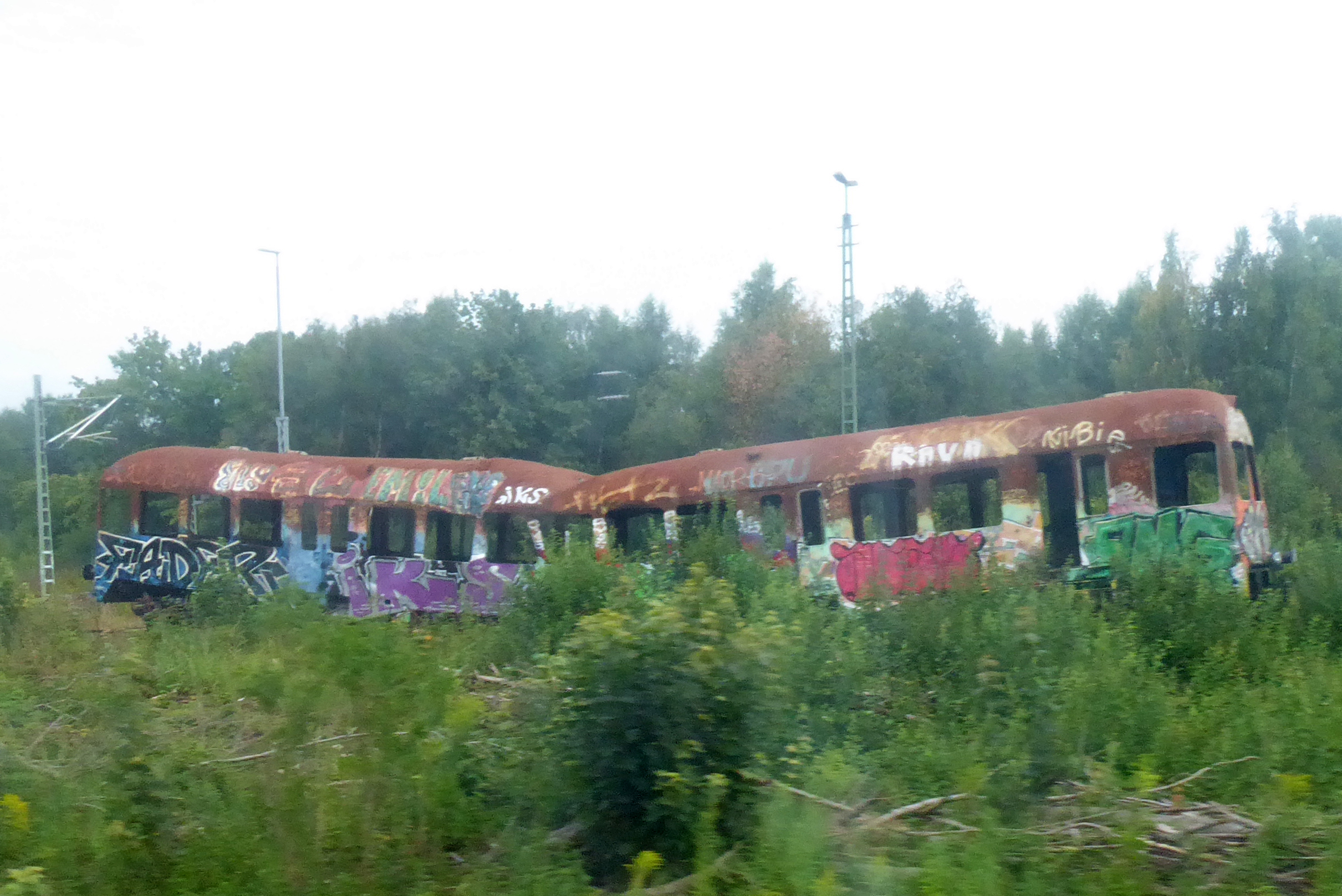
A KND T 3 pályaszámú GDT-jének kiégett roncsa Kiel-Meimersdorfban (2022)

A motorvonatból az Osthannoversche Eisenbahnen hét, a Kleinbahn Kiel–Segeberg kettő, illetve a Kiel-Schönberger Eisenbahn és a Kleinbahn Niebüll–Dagebüll egy-egy példányt vásárolt.
Miután a Kiel–Segeberger Eisenbahn 1961. december 31-én felhagyott a személyszállítással, a vállalat kettő MaK GDT-jét átadták a Kiel-Schönberger Eisenbahnnak. Ott a MaK-motorvonatok után szükség szerint Esslingen-vezérlőkocsikat soroztak be.
Miután az Osthannoversche Eisenbahnen 1977 májusában beszüntette a személyszállítást, egy MaK GDT-jét a SWEG Südwestdeutsche Eisenbahnen AG vásárolta meg, a többi hat egy német kereskedőn keresztül az olaszországi Azienda Consorziale Trasportihoz került. 2000-ben a Arbeitsgemeinschaft Verkehrsfreunde Lüneburg e. V. mind a hatot megvásárolta és visszavitte Németországba.
2023-ig három példányt selejteztek, kettő kiégett, négy üzemképtelen, kettő működőképes. Néhány egységből eltávolították a motort, majd személykocsiként használták őket.
| MaK GDT motorvonatok listája |             |                                       |                                                         | |
| Gyártási szám                | Gyártás éve | Első üzemeltető                       | Legutóbbi üzemeltető                                    | Megjegyzés |
| 504                          | 1953        | Kiel-Schönberger Eisenbahn „VT 85”    | Wiehltalbahn „VB 85”                                    | 1993-ban személykocsivá alakították át; a motorját eltávolították, így tengelyelrendezése 2’2’ lett. 2011-ben Rastattban letétbe helyezték, hogy később felújítsák, azonban még ebben az évben kiégett                                              |
| 505                          | 1953        | Kleinbahn Kiel–Segeberg „VT 80”       | SWEG Südwestdeutsche Eisenbahnen AG                     | 1990-ben Menzingenben selejtezték |
| 508                          | 1954        | Osthannoversche Eisenbahnen „DT 0515” | Arbeitsgemeinschaft Verkehrsfreunde Lüneburg „GDT 0515” | A 2000-es vagy a 2010-es években letétbe helyezték. UIC-pályaszáma: 95 80 0301 508-7 D-TEL |
| 509                          | 1955        | Osthannoversche Eisenbahnen „DT 0516” | Arbeitsgemeinschaft Verkehrsfreunde Lüneburg „GDT 0516” | A 2010-es években a Netinera Werke GmbH neustrelitzi telephelyén letétbe helyezték |
| 510                          | 1955        | Osthannoversche Eisenbahnen „DT 0517” | Westfälische Localbahn „VT 23”                          | 2012 áprilisában vevőt kerestek rá, ám mivel senki sem jelentkezett érte, ezért nem sokkal később a Herbert und Ingo Stolz Recycling GmbH putlitzi telephelyén ócskavasként feldarabolták                                                           |
| 511                          | 1955        | Osthannoversche Eisenbahnen „DT 0518” | Arbeitsgemeinschaft Verkehrsfreunde Lüneburg „GDT 0518” | Üzemképes. UIC-pályaszáma: 95 80 0301 511-1 D-TEL |
| 512                          | 1955        | Kleinbahn Kiel–Segeberg „VT 81”       | Verein Braunschweiger Verkehrsfreunde „VB 261”          | Az egyetlen B’B’ tengelyelrendezéssel épített GDT. 1964-ben személykocsivá alakították át; a motorját eltávolították, így tengelyelrendezése (2)’(2)’ lett. Nem üzemképes. UIC-pályaszáma: 95 80 0303 017-7 D-VBV                                   |
| 513                          | 1959        | Osthannoversche Eisenbahnen „DT 0520” | Verkehrsbetriebe Grafschaft Hoya „Kaffkieker”           | Üzemképes. UIC-pályaszáma: 95 80 0303 001-1 D-MBVA |
| 514                          | 1959        | Osthannoversche Eisenbahnen „DT 0521” | Verein Braunschweiger Verkehrsfreunde „252”             | Nem üzemképes. UIC-pályaszáma: 95 80 0301 017-9 D-VBV |
| 515                          | 1959        | Osthannoversche Eisenbahnen „DT 0522” | Westfälische Localbahn „VT 22”                          | 2017-ben kettő német magánszemély megvásárolta, hogy az Arbeitsgemeinschaft Verkehrsfreunde Lüneburg kettő GDT-jéhez alkatrészeket szerezzenek be. 2018-ban a Herbert und Ingo Stolz Recycling GmbH putlitzi telephelyén ócskavasként feldarabolták |
| 518                          | 1959        | Kleinbahn Niebüll–Dagebüll „T 3”      | Deutsche Regionaleisenbahn                              | 2010-ben Meimersdorfban letétbe helyezték, 2012. június 26-án kiégett |

## Fordítás
Ez a szócikk részben vagy egészben  a   MaK GDT című német Wikipédia-szócikk ezen változatának fordításán alapul.  Az eredeti cikk szerkesztőit annak laptörténete sorolja fel. Ez a jelzés csupán a megfogalmazás eredetét és a szerzői jogokat jelzi, nem szolgál a cikkben szereplő információk forrásmegjelöléseként.